# 王缵爵
王缵爵，明末抗清人物，清军破扬州城时死难。字佑申，浙江宁波府鄞县人。

## 生平
明工部尚书王佐之子。以父荫入太学学习，授應天府通判。后代理南直隶溧水县县令之职（“攝溧水篆”）。为官清介剛直，因忤怒上级，投劾回乡。乙酉年（1645年），自請赴閣部軍前效力，授揚州監軍同知，清军南下攻扬州，与曲从直，江都知县周志畏、罗伏龙，两淮盐运使杨振熙，监饷知县吴道正，江都县丞王志端，赏功副将汪思诚，幕客卢渭等皆死难。

## 著作
- 《劇山集》[5]